# Shit! My Dad Says
Shit! My Dad Says (Originaltitel $#*! My Dad Says, ausgesprochen als Bleep My Dad Says) ist eine US-amerikanische Sitcom, die auf dem Twitter-Feed Shit My Dad Says von Justin Halpern basiert. Die Serie wurde von 2010 bis 2011 von Warner Bros. Television in Zusammenarbeit mit KoMut Entertainment für den US-Sender CBS produziert.

## Handlung
Ed ist ein eigensinniger 71-Jähriger, der dreimal geschieden ist. Seine zwei erwachsenen Söhne Henry und Vince sind an seine unsoziale Art und seine politisch unkorrekten Aussagen gewöhnt. Als Henry, ein Autor und Blogger, seine Miete nicht mehr zahlen kann, ist er gezwungen, zurück zu seinem Vater zu ziehen, was neue Probleme in ihre Vater-Sohn-Beziehung bringt.

## Entstehung und Veröffentlichung
| Figur                               | Darsteller        | Deutscher Sprecher |
| ----------------------------------- | ----------------- | ------------------ |
| Dr. Edison Milford „Ed“ Goodson III | William Shatner   | Hartmut Neugebauer |
| Henry                               | Jonathan Sadowski | Philipp Brammer    |
| Vince                               | Will Sasso        | Patrick Schröder   |
| Bonnie                              | Nicole Sullivan   | Claudia Lössl      |

Im November 2009 gab CBS bekannt, dass sich eine Pilotfolge, die auf einem Twitter-Feed basieren wird, in Produktion befindet. Die Episode wurde von Justin Halpern und Patrick Schumacker geschrieben. Im Februar wurde die Hauptrolle mit William Shatner besetzt, woraufhin grünes Licht für die Produktion einer Pilotfolge gegeben wurde. Anfang März stießen Nicole Sullivan und Ryan Devlin zur Besetzung. Mit Will Sasso als Vince und Stephanie Lemelin als Sam wurde die Besetzung komplett.
Im Mai 2010 wurde das Konzept in Serie geschickt, mit der Nachricht, dass die Rolle von Henry (gespielt von Ryan Devlin in der Pilotfolge) neu besetzt wird. Im Juli 2010 wurde die Rolle mit Jonathan Sadowski besetzt. Der Charakter von Sam (Stephanie Lemelin) wurde aus der Serie geschrieben und tauchte weder in der ausgestrahlten Pilotfolge noch in einer anderen Episode auf.
In den USA startete die Serie am 23. September 2010 zwischen The Big Bang Theory und CSI: Den Tätern auf der Spur und endete am 17. Februar 2011. Am 15. Mai 2011 wurde die Serie von CBS eingestellt. Die deutsche Fassung entstand bei der Scalamedia in München nach Dialogbüchern und unter der Dialogregie von Benedikt Rabanus. In Deutschland war die Serie vom 10. Oktober bis zum 6. Dezember 2013 auf ProSieben Maxx zu sehen.

## Episodenliste
| Nr. | Deutscher Titel             | Originaltitel                 | Erstausstrahlung USA | Deutschsprachige Erstausstrahlung (D) |
| --- | --------------------------- | ----------------------------- | -------------------- | ------------------------------------- |
| 1   | Hotel Dad                   | Pilot                         | 23. Sept. 2010       | 10. Okt. 2013                         |
| 2   | Unterhaltung ohne Reden     | Wi-Fight                      | 30. Sept. 2010       | 10. Okt. 2013                         |
| 3   | Es darf ruhig zackig geh'n! | The Truth About Dads and Moms | 7. Okt. 2010         | 17. Okt. 2013                         |
| 4   | Die Sache mit Marla         | Code Ed                       | 14. Okt. 2010        | 17. Okt. 2013                         |
| 5   | Regeln sind Regeln!         | Not Without My Jacket         | 21. Okt. 2010        | 24. Okt. 2013                         |
| 6   | Zweitausend Wörter          | Easy, Writer                  | 28. Okt. 2010        | 24. Okt. 2013                         |
| 7   | Schlaflied für Vince        | Dog Ed Pursuit                | 4. Nov. 2010         | 31. Okt. 2013                         |
| 8   | Alte Kameraden              | The Manly Thing to Do         | 11. Nov. 2010        | 31. Okt. 2013                         |
| 9   | Wie eine normale Familie    | Make a WISiH                  | 18. Nov. 2010        | 7. Nov. 2013                          |
| 10  | Gartenkrieg                 | You Can't Handle the Truce    | 9. Dez. 2010         | 7. Nov. 2013                          |
| 11  | Doktor Überflieger          | Family Dinner for Schmucks    | 16. Dez. 2010        | 14. Nov. 2013                         |
| 12  | Durch die Garage            | Goodson Goes Deep             | 6. Jan. 2011         | 14. Nov. 2013                         |
| 13  | 80 Dollar für die Hochzeit  | The Better Father             | 13. Jan. 2011        | 21. Nov. 2013                         |
| 14  | Die Promi-Sexliste          | Corn Star                     | 20. Jan. 2011        | 21. Nov. 2013                         |
| 15  | Schnurrbart für alle!       | Ed Goes to Court              | 27. Jan. 2011        | 28. Nov. 2013                         |
| 16  | Der Ruf der Wildnis         | Well Suitored                 | 3. Feb. 2011         | 28. Nov. 2013                         |
| 17  | Sex mit der Ex              | Lock and Load                 | 10. Feb. 2011        | 6. Dez. 2013                          |
| 18  | Tür zu, Fenster auf         | Who's Your Daddy?             | 17. Feb. 2011        | 6. Dez. 2013                          |